# Chartreuse de Séville
Pour les articles homonymes, voir Cartuja (homonymie) et Chartreuse Notre-Dame (homonymie).
La chartreuse Notre-Dame de las Cuevas, en espagnol : cartuja de Santa María de las Cuevas ou monasterio de Santa María de las Cuevas, monastère de Sainte Marie des Grottes ou monastère de la Cartuja est un ancien monastère chartreux, situé sur l'île de La Cartuja (cartuja signifie chartreuse en castillan) à Séville (Andalousie, Espagne). Elle est appelée plus généralement Chartreuse de Séville.

## Géographie
Elle est située sur l'île fluviale de la Cartuja, au bord du canal Alphonse-XIII qui était, lors de sa construction, le lit du Guadalquivir, dévié depuis vers l'ouest de la ville. Elle a donné son nom à l'île.

## Histoire

### Apparition de la Vierge et fondation du monastère
Au XIIe siècle, afin de tirer profit de la boue argileuse du Guadalquivir, de nombreux fours à céramique furent construits à cet emplacement par les Almohades.
Une légende raconte que, vers 1248, la Vierge apparut dans les anciens fours. Un ermitage franciscain fut alors construit à l'emplacement de cette apparition, prenant le nom de Santa Maria de las Cuevas (Sainte Marie des Grottes en castillan). Par la suite, vers 1400, les Franciscains furent déplacés à El Aljarafe et le monastère devint chartreux, fondé par Gonzalo de Mena y Roelas, archevêque de Séville,. C'est de cette époque que date la première église, appelée depuis chapelle de la Magdalena. En 1454 fut édifié l'ancien cloître et la chapelle du Chapitre. Adossé à l'abside fut par la suite construit le grand cloître des moines, dont les longues galeries donnent accès aux cellules, et derrière lequel furent bâtis les entrepôts, les greniers et les écuries. Là se trouvait également un moulin, connu en espagnol sous le nom de tahona (es) qui était actionné par un cheval ou une mule. En 1500, Afán de Rivera fit construire à ses frais l'église gothique. Autour de ce noyau primitif formé par l'église, les chapelles, le réfectoire, la salle capitulaire et les cellules des moines fut élevée une enceinte de pisé et de briques.
Durant les siècles suivants, le monastère connut certains agrandissements, mais également des rénovations, des transformations et des réparations rendues notamment nécessaires par plusieurs crues du Guadalquivir. La transformation la plus importante, œuvre de l'architecte Ambrosio de Figueroa, eut lieu au XVIIIe siècle et consista à reconstruire l'enceinte, à déplacer la porte de l'enceinte du côté opposé au fleuve et à reconstruire quasiment entièrement la chapelle de la Virgen de las Cuevas. Entre 1752 et 1759, Diego Antonio Díaz construisit la porte située du côté du fleuve, décorée de pinacles vitrés et d'azulejos des XVIIe et XVIIIe siècles. 

#### Visiteurs illustres
Le monastère connut des visiteurs prestigieux, comme Christophe Colomb, ami du frère Gaspar Gomicio, dont il reçut l'appui pour son deuxième voyage, qu'il prépara au monastère. Treize ans après sa mort, en 1519, il fut provisoirement enterré dans la Chapelle de Santa Ana du monastère, avant que sa dépouille soit transférée en 1541 dans la cathédrale de Saint-Domingue. Selon la légende, Fernand Colomb, fils de Christophe Colomb, planta dans les jardins un Belombra qui peut s'y voir encore au début du XXIe siècle. Le monastère servit aussi de retraite à Philippe II.

### Invasion française et désamortissement
En 1810, durant l'invasion française, le monastère fut pillé, faisant disparaître toutes les œuvres décoratives. Il fut utilisé comme quartier général. Les moines furent expulsés et se réfugièrent au Portugal avant de revenir en 1816. Par la suite, sous le règne de Marie Christine de Bourbon-Siciles (mère d'Isabelle II), dans le cadre du désamortissement qui demandait notamment l'extinction des ordres religieux, les moines furent à nouveau expulsés, cette fois définitivement, en 1835,.

### Reconversion en fabrique de faïence
Charles Pickman Jones (en), commerçant anglais, loua ensuite le monastère abandonné en 1838, avant de l'acheter deux ans plus tard. Il le transforma en 1841 en fabrique de faïence et de porcelaine décorées à la main à la façon anglaise. L'organisation spatiale du monastère en fut sensiblement altérée : la porte donnant sur le fleuve devint l'entrée principale et un nouveau chemin fut tracé pour la relier à l'entrée de l'église et à la cellule du prieur, qui devint l'habitation du propriétaire. Pickman fit construire dix fours munis de cheminées et l'usine s'installa dans les cellules et les salles du couvent avant d'empiéter sur les jardins. La fabrication de faïence continua jusqu'en 1982 et le site fut ensuite rendu à la Junte d'Andalousie.
Il fut déclaré Bien d'intérêt culturel le 27 août 1964.

### Nouveau souffle grâce à l'exposition universelle de 1992
Des restaurations du monastère eurent lieu entre 1971 et 1978 sous la direction de Rafael Manzano.
En 1983, José María Benjumea Pino réalisa une étude préalable pour le ministère des Travaux publics et de l'Urbanisme et, en 1986, la Junte d'Andalousie chargea les architectes L. Marín, A. del Pozo et E. Yanes d'un projet de restauration et de réhabilitation du site. En 1989 est créé le Conjunto Monumental de la Cartuja de Sevilla, dont la mission était de protéger le monastère, de le convertir en centre culturel et de l'inclure ainsi dans le cadre de l'Exposition universelle de 1992 qui se tiendrait à Séville trois ans plus tard sur l'île de La Cartuja. Même si une grande partie de son patrimoine avait été perdu pendant son histoire mouvementée, le monastère récupéra à cette occasion, pour un coût de cinq milliards de pesetas (30 millions d'euros), une partie de sa splendeur passée et ses jardins. Le monastère fut restauré par José Manuel et Ricardo Sierra et la chapelle par Fernando Mendoza et Roberto Luna. De son côté, Guillermo Vázquez Consuegra planifia les travaux de restauration de la fabrique de faïence Pickman et de ses cheminées. La réhabilitation des terrains permit de restaurer les pavillons, les chapelles et les tours tout en valorisant le profil que Pickman avait donné aux lieux.
Le terrain, à l'intérieur des murs, couvre 11 ha et la surface bâtie est de 35 000 m2. Pendant l'exposition universelle, le monastère fut le siège de l'exposition Arts et Culture dans le monde en 1492 et les annexes du monastère devinrent le siège du Pavillon Royal, lieu de réception des gouvernements et des chefs d'État étrangers. Un bâtiment spécialement construit dans la partie sud de l'enceinte abrita le Pavillon du XVe siècle,.

### Reconversion en centre d'art contemporain et en université
En 1997, le monastère devint le siège du Centre Andalou d'Art Contemporain (CAAC). Le CAAC, créé en 1990 dans le but de doter l'Andalousie d'une institution spécialisée dans l'investigation, la conservation, la promotion et la diffusion de l'art contemporain, est un organisme autonome qui dépend du Conseil de la Culture de la Junte d'Andalousie. Il possède non seulement une collection permanente, mais met également sur pied des expositions temporaires. Il est de plus doté d'une vidéothèque, d'une phonothèque, d'une photothèque et d'une bibliothèque possédant 19 000 titres et abonnée à une centaine de périodiques spécialisés. Les locaux de l'ancien monastère accueillent également le rectorat et le campus sévillan de la Universidad International de Andalucía (Université Internationale d'Andalousie, UNIA).

## Aspect du monastère depuis la fin duXXesiècle
Les restaurations et les rénovations, entrecoupées de périodes d'abandon, convertirent l'édifice en un assemblage de tendances artistiques et architecturales, allant du gothique à l'architecture mudéjare. On y retrouve premièrement un corps de bâtiment de caractère essentiellement public, situé à l'extérieur, comprenant le porche principal et le portail, la chapelle de la Virgen de las Cuevas (ou chapelle extérieure), les réfectoires du personnel et des pauvres et la cuisine. Ensuite s'étend une grande cour appelée l'Avemaría, au fond de laquelle se trouvent les bâtiments principaux du couvent : le parvis de l'église, qui donne sur la gauche aux cellules des moines et sur la droite aux vestiges d'une loggia qui appartenait à l'hôtellerie, l'église principale, la sacristie, la chapelle De Profondis, le cloître de Saint Michel et plusieurs autres chapelles, la chapelle de la Magdalena, la chapelle du Chapitre et un vaste réfectoire. Derrière l'abside se trouvent les vestiges du grand cloître et, au sud, celui des frères laïcs et le domaine de l'intendant, avec une entrée principale. Plus au sud est situé un grand corps de bâtiment abritant les dépendances : celliers, moulins, fabrique de cire, atelier de menuiserie, granges, greniers et étables. Autour, malgré l'extension de la fabrique de faïence qui en occupa une partie, se trouvent des jardins potagers, les trois norias, la chapelle de Santa Ana (1507-1523) ainsi que cinq fours à céramique avec leurs hautes cheminées,,.

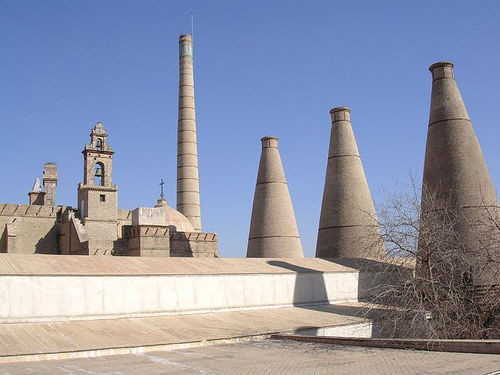
Cheminées de la fabrique de faïence Pickman.
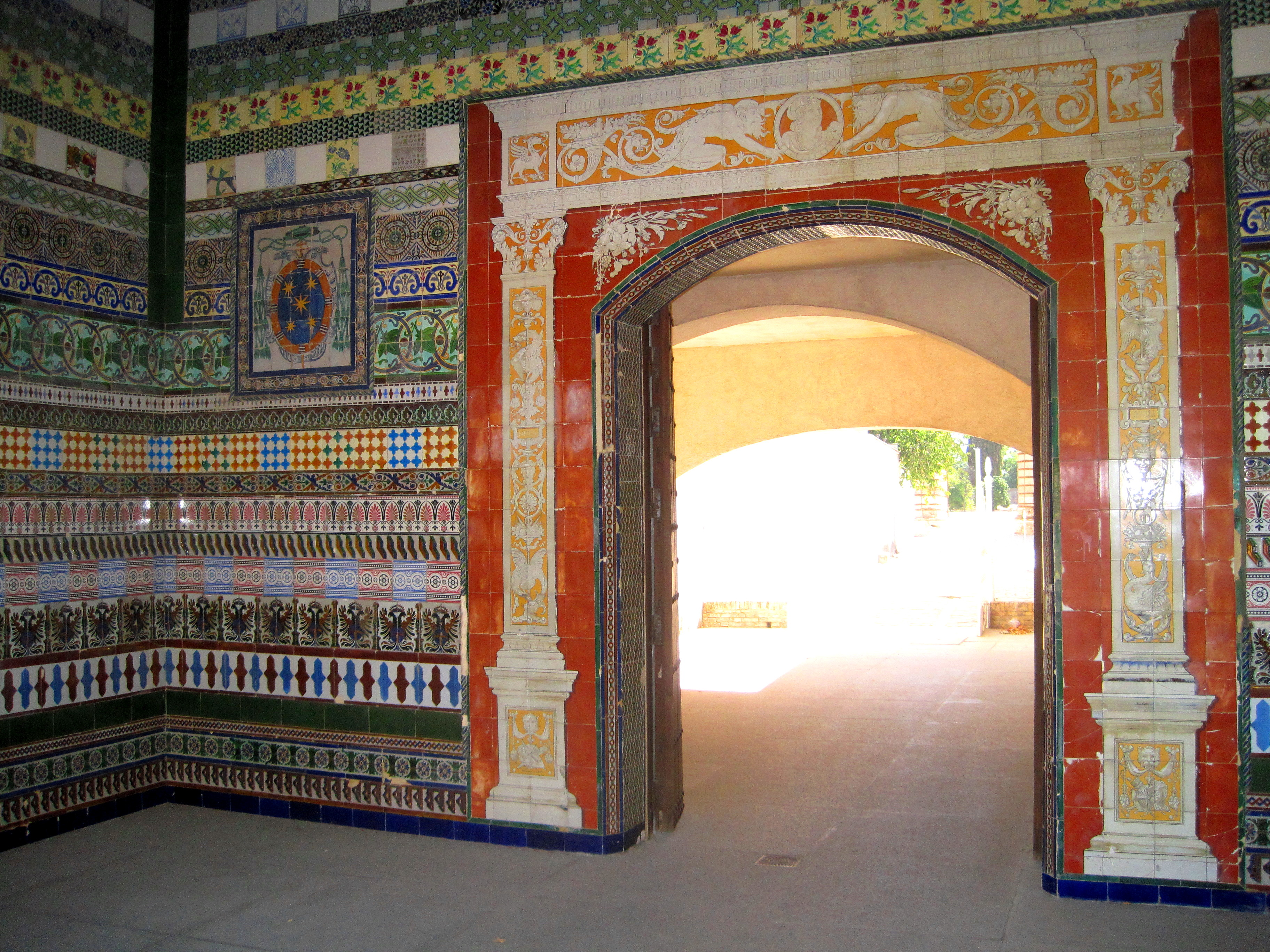
Mur de céramique.
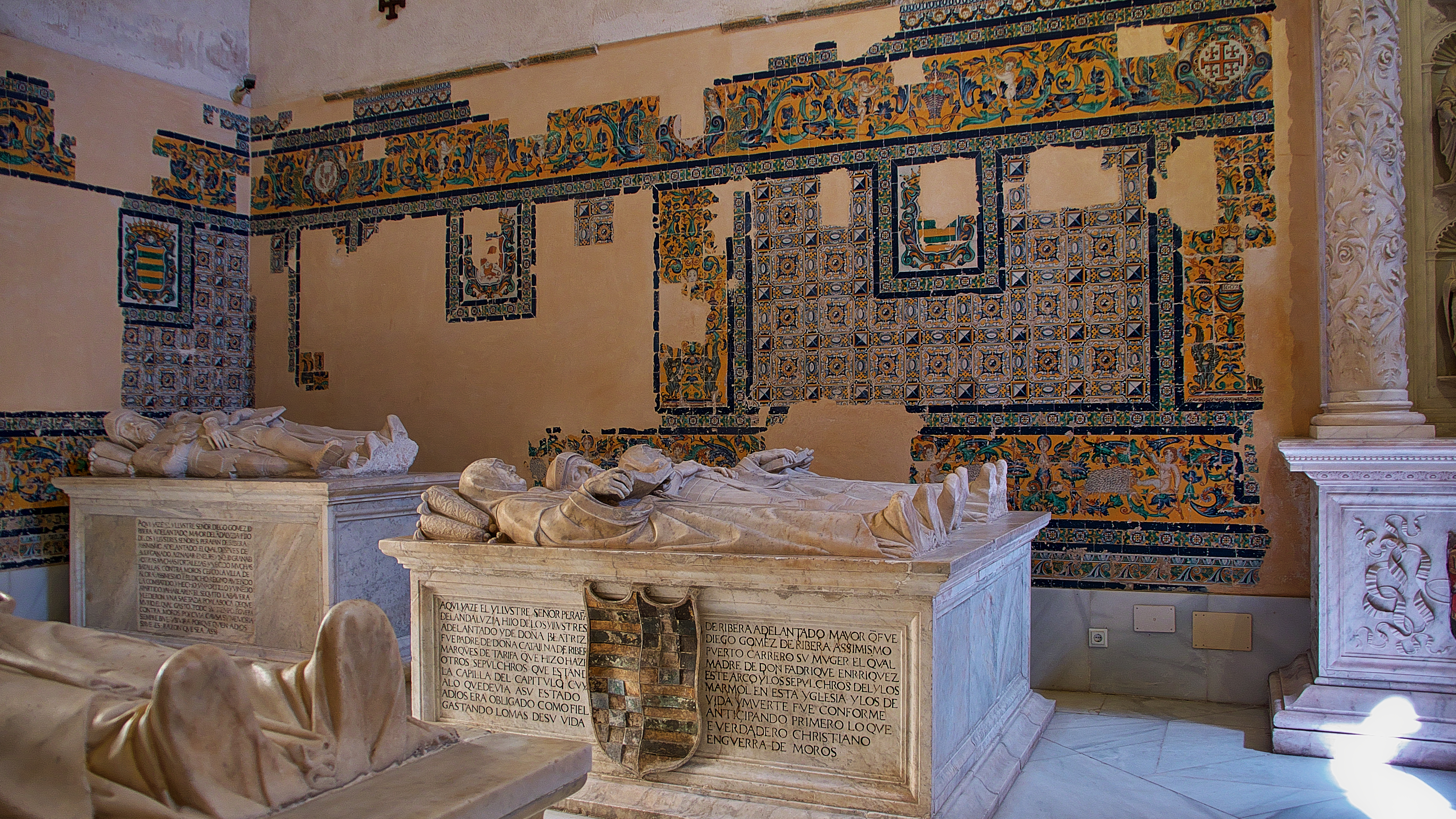
Chapelle du Chapitre.
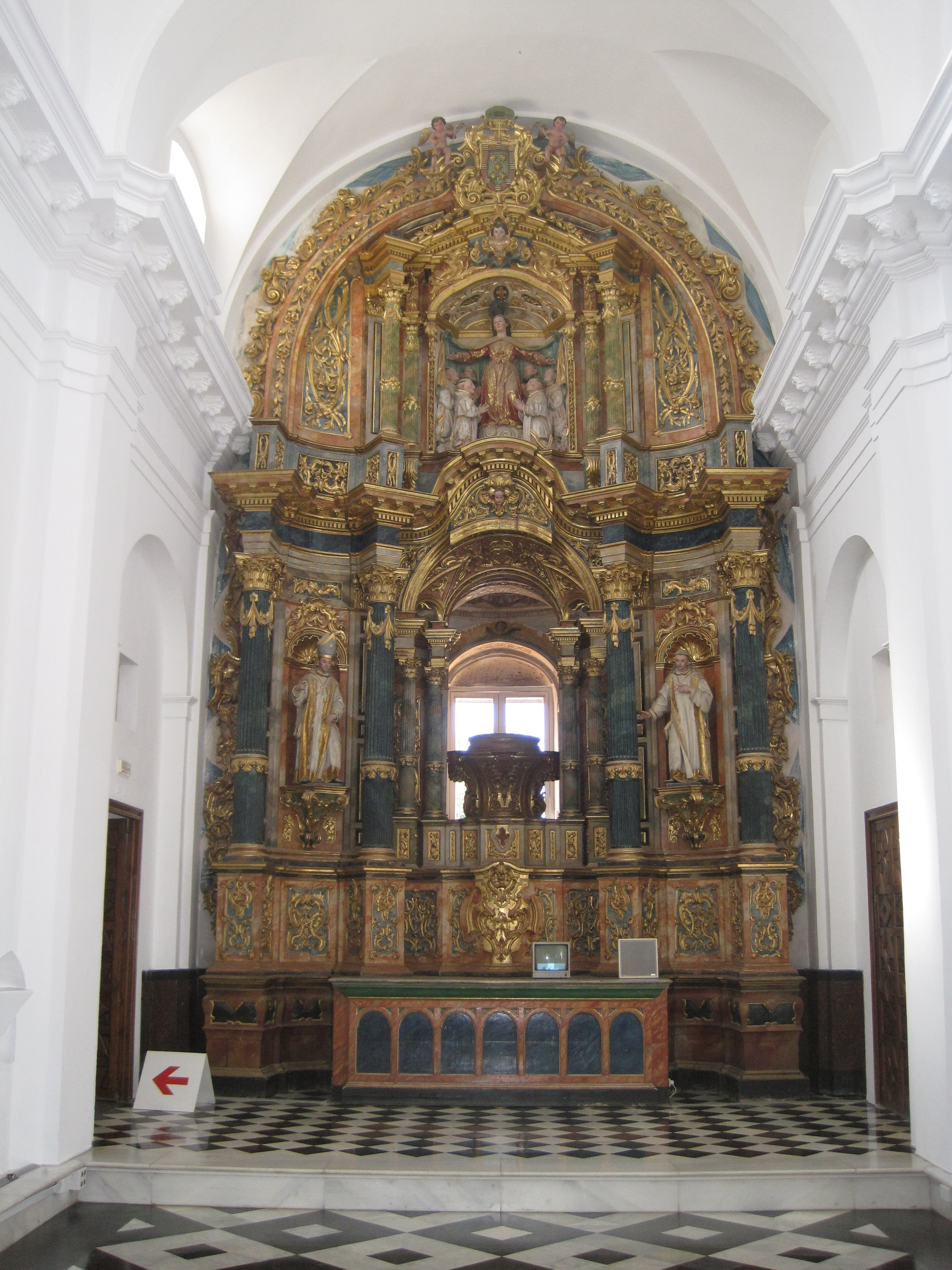
Chapelle.
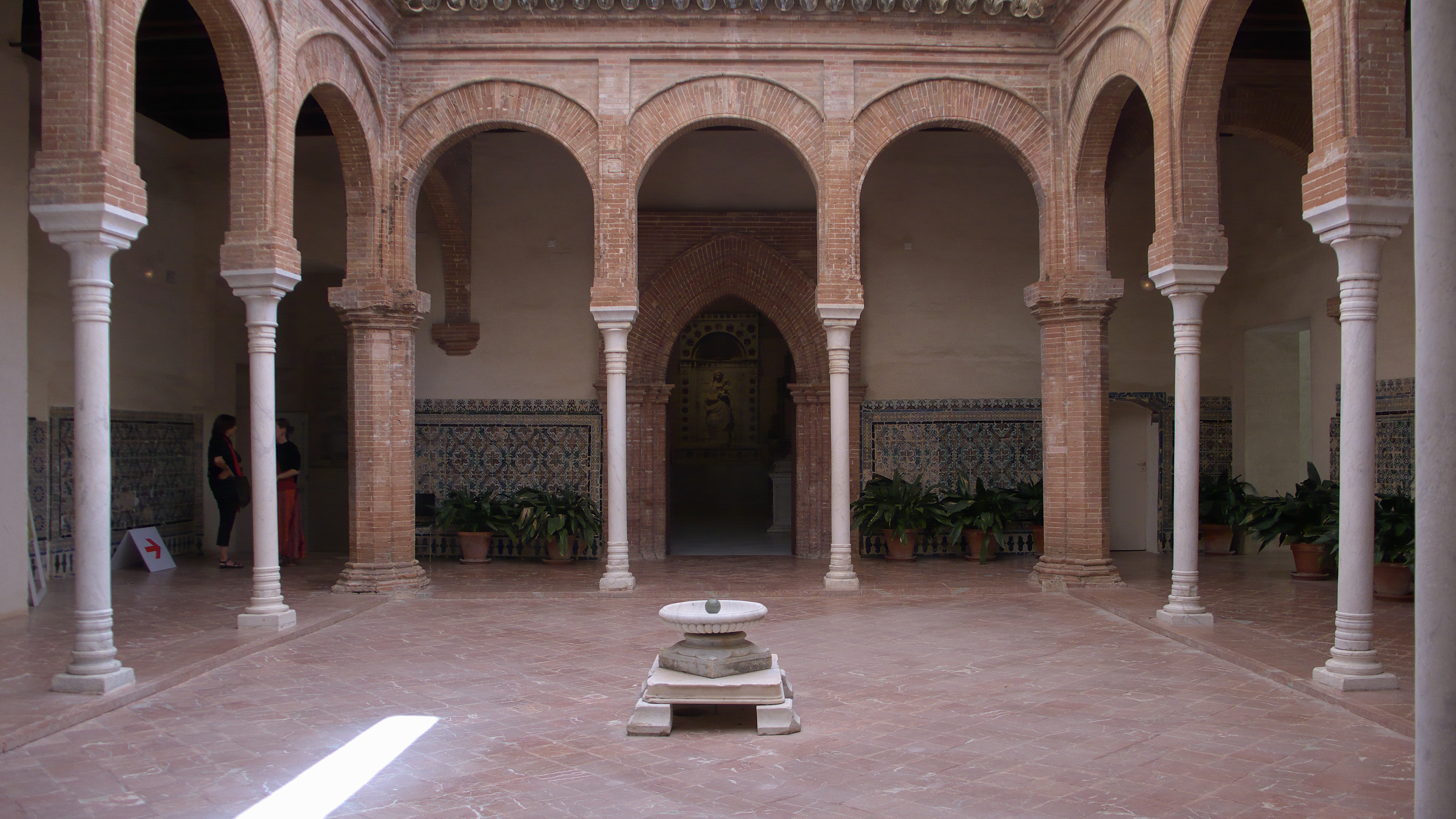
Vue du cloître.
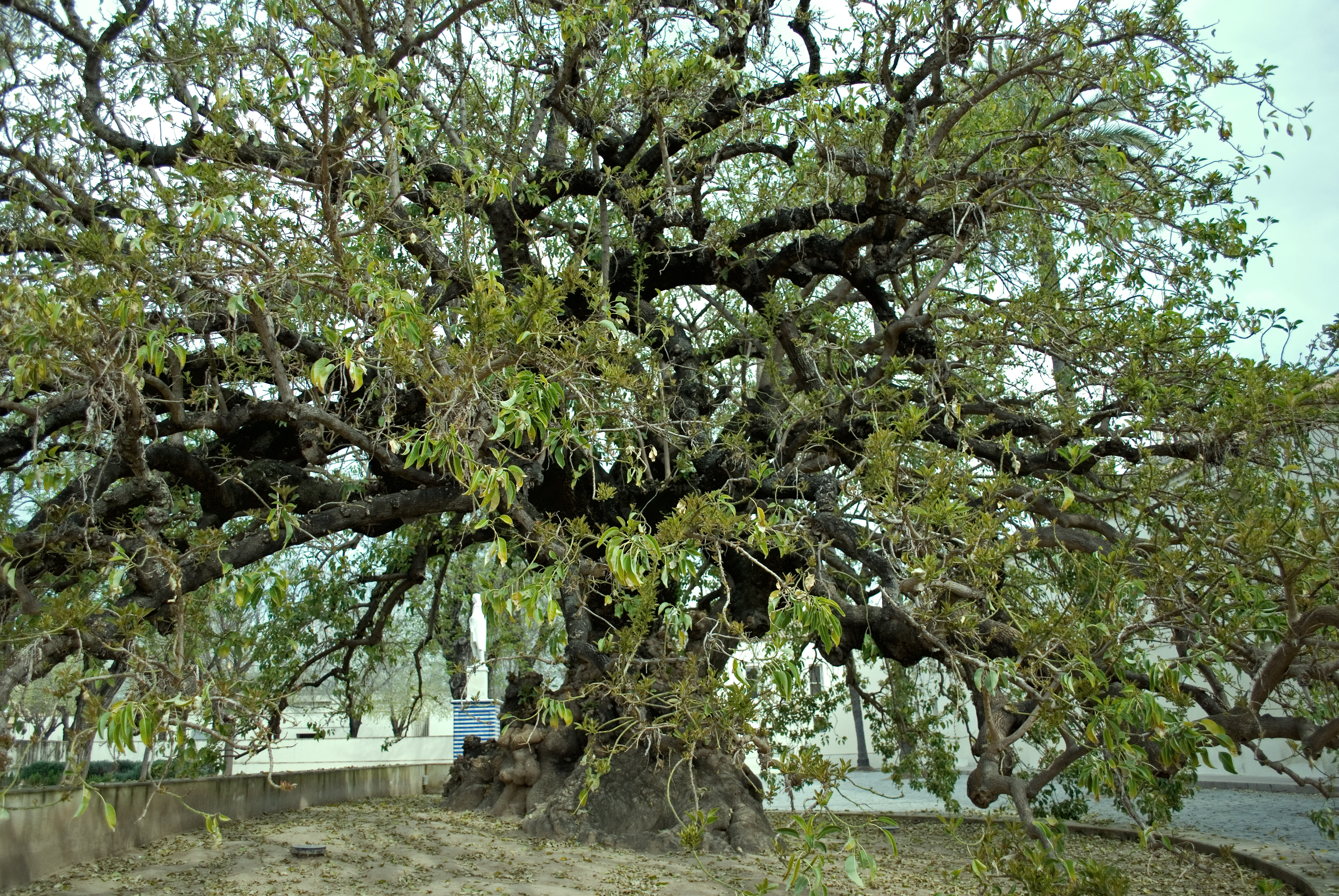
Le belombra qui fut planté, selon la légende, par le fils de Christophe Colomb.
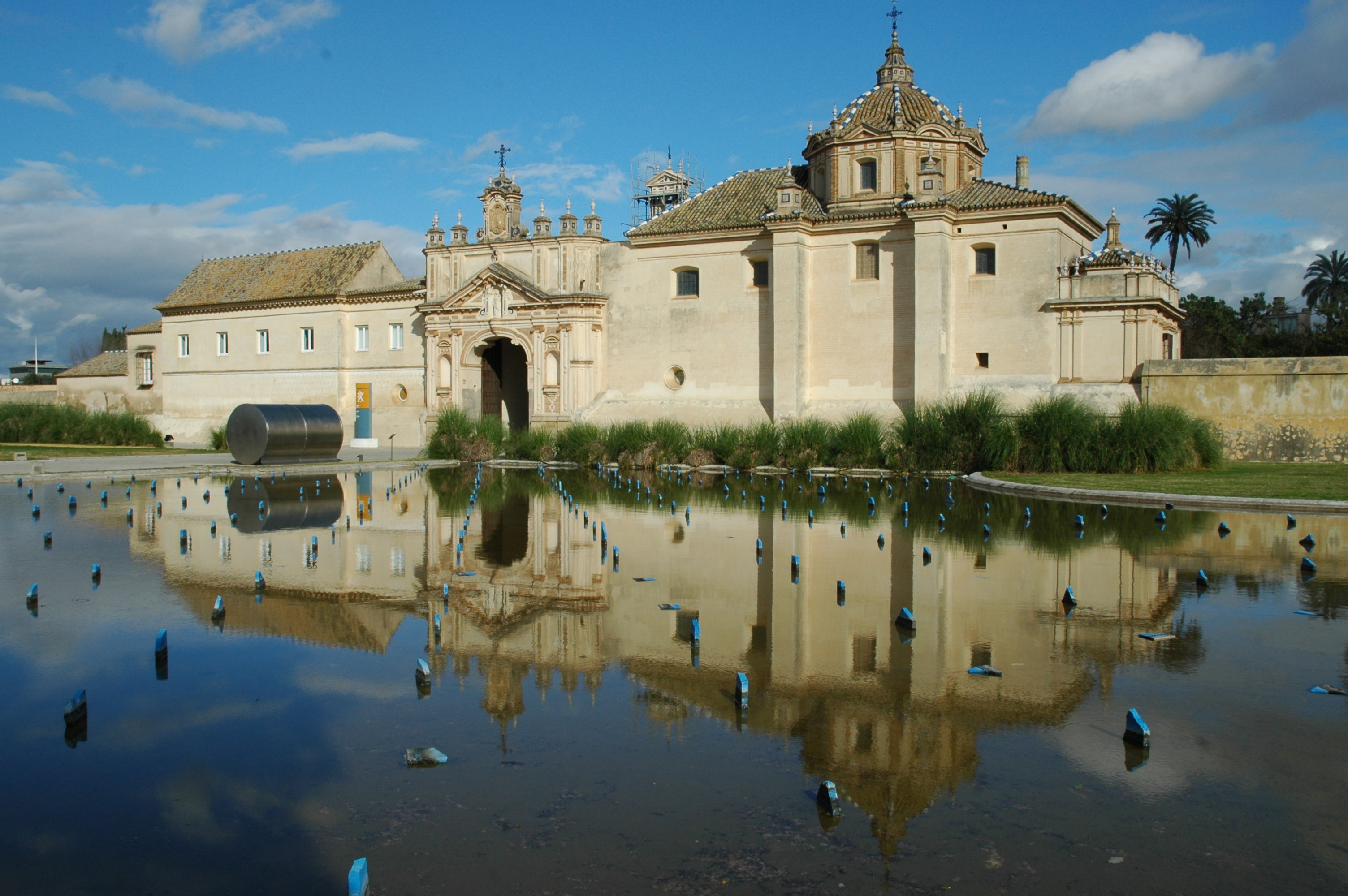
Vue du monastère
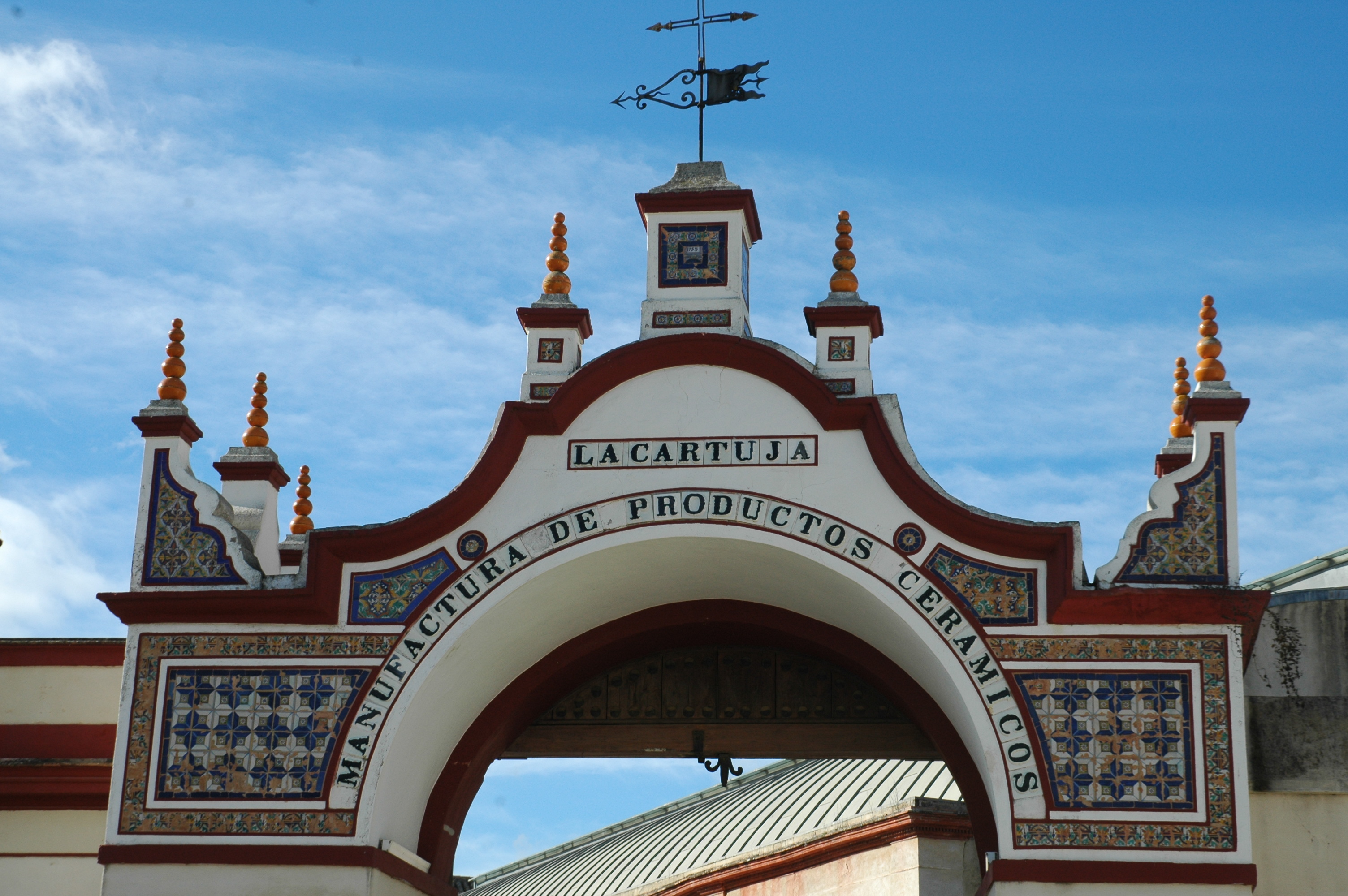
L'entrée
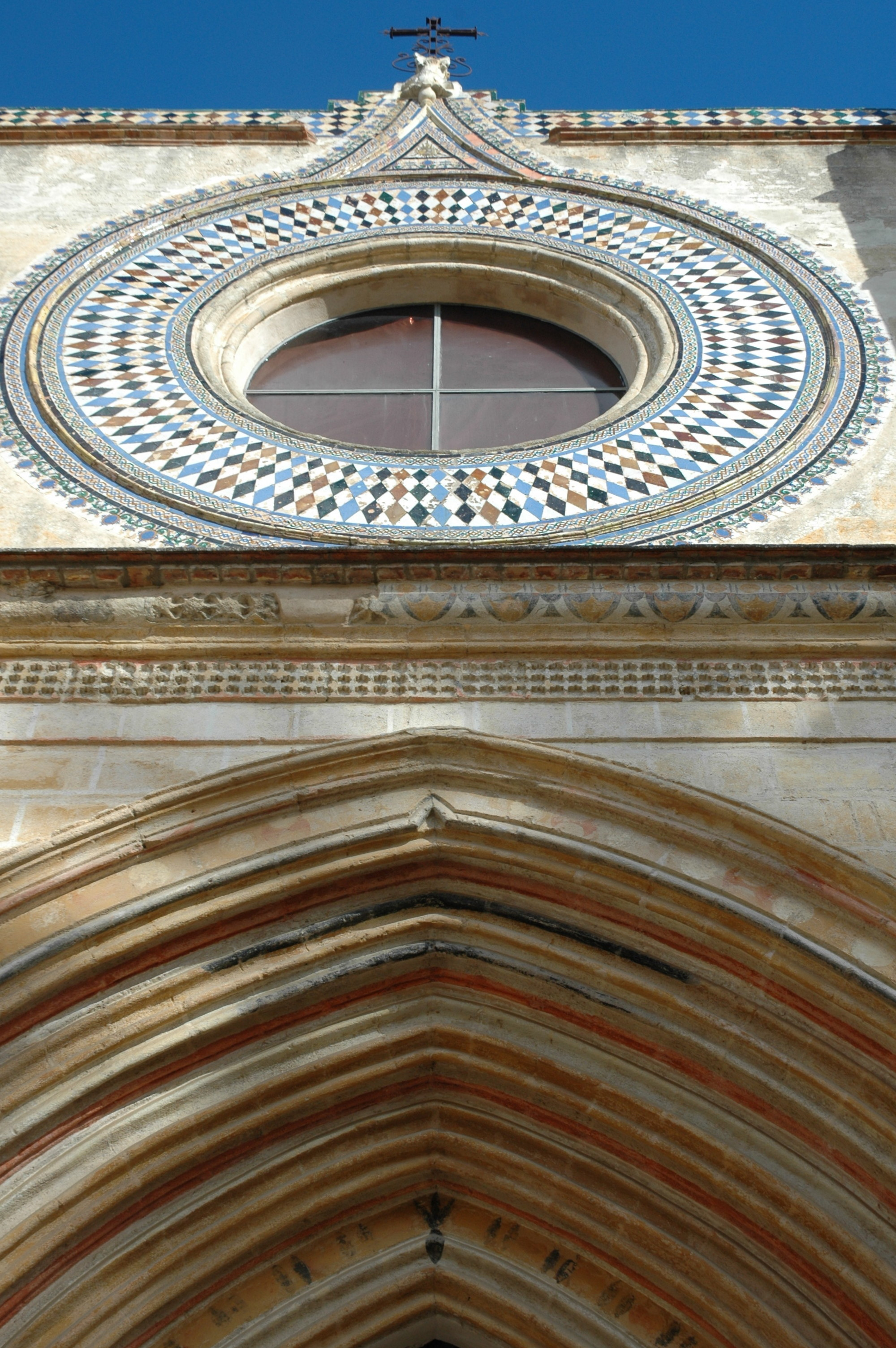
Détail de l'église